# Wilbur Olin Atwater
Wilbur Olin Atwater, född 3 maj 1844 och död 22 september 1907, var en amerikansk fysiolog.
Atwater var professor i kemi vid universitetet i Middletown, chef för lantbruksförsöksstationen i Connecticut, den första av sitt slag i USA; director i stats-jordbrukdepartementets styrelse för försöksstationerna och dess expert i näringsfysiologiska frågor. Atwater har författat en stor mängd avhandlingar i kemi och näringsfysiologi; han är mest känd genom de så kallade "Atwaterska standardtalen", som är mindre än Max Rubners.